# La Bière (chanson)
Pistes de J'arrive
Un enfant
(face 2 piste 4)
La Bière est une chanson de l'auteur-compositeur-interprète Jacques Brel sortie en 1968. Extraite de l'album J'arrive, elle sort en single 45 tours en 1969.

## La chanson
Jacques Brel  écrit la chanson La Bière à Bruxelles en 1968.

## Discographie
1968 : 33 tours Barclay 80 373 J'arrive (album sans titre à l'origine).
1969 :
45 tours Barclay 60 980 : J'arrive - La Bière.
Super 45 tours Barclay 71 326 M : Vesoul - Un Enfant - La Bière - Je suis un soir d'été.  